# Vilhelm Uchermann
Vilhelm Kristian Uchermann, född 23 november 1852 i Åmot, Østerdalen, död 24 februari 1929 i Oslo, var en norsk läkare. Han var kusin till Karl Uchermann.
Uchermann var en tid marinläkare, blev 1893 överläkare vid Rikshospitalets avdelning för öron-, näs-, hals- och strupsjukdomar samt 1895 t.f. och 1913 ordinarie professor i medicin vid Kristiania universitet. 
Uchermann var medstiftare av den Norske Lægeforening (1886) och var 1886–89 dess sekreterare och redaktör för dess tidskrift. Bland hans tryckta arbeten kan nämnas Lægebog for sømænd (1886; många upplagor) och De døvstumme i Norge (två band, 1892–96). Han var ledamot av Videnskabsselskabet i Kristiania (1898).